# 赫利博達里夫卡 (頓內茨克州)

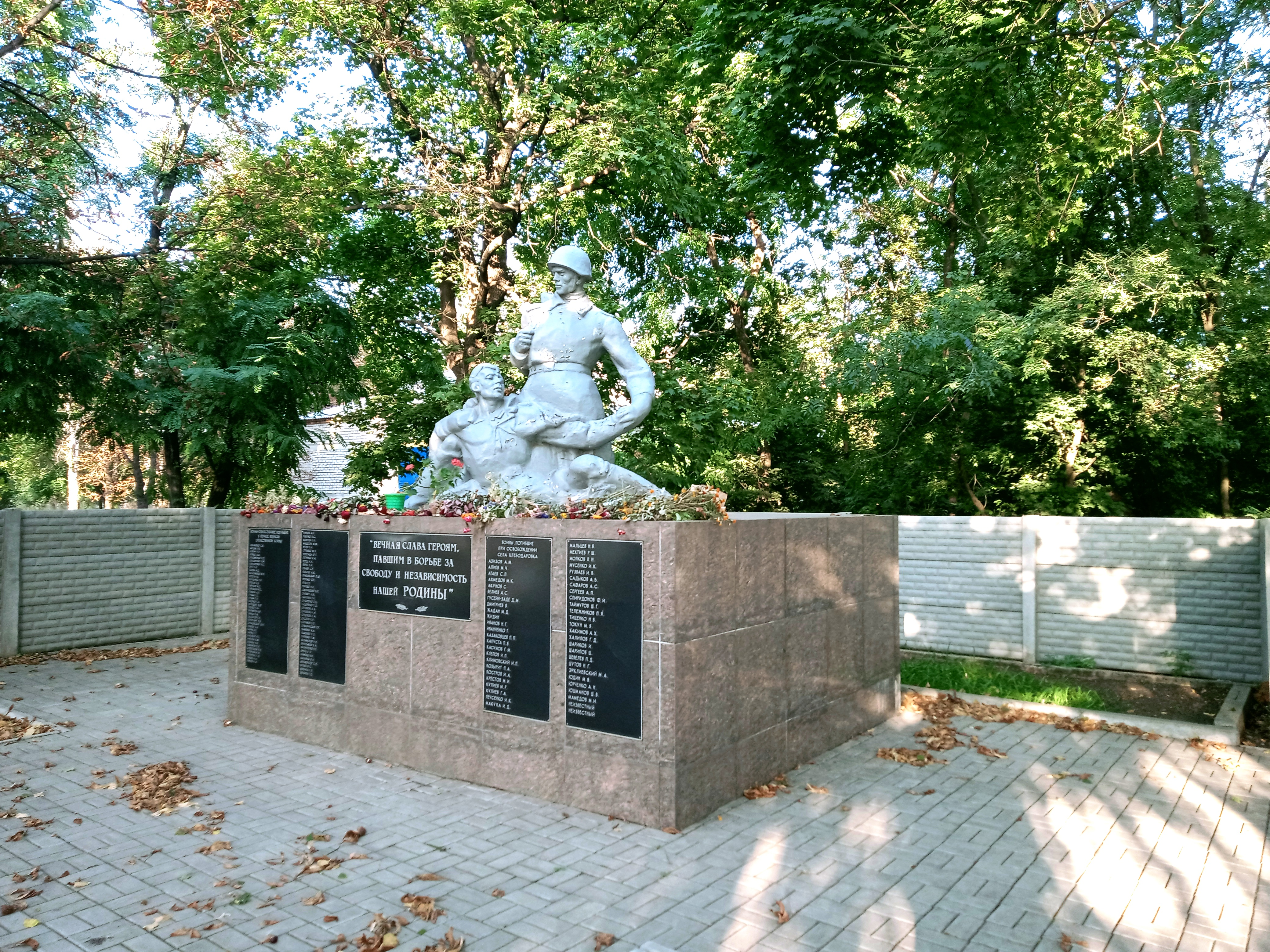
烈士墓

赫利博達里夫卡（羅馬化：Khlibodarivka）是乌克兰東部村莊。为顿涅茨克州沃爾諾瓦哈區赫利博达里夫卡市镇的行政中心。該定居點形成於1858年。當地的第一批居民來自維捷布斯克省（今白羅斯）。